# Ignazio Secondo Radicati di Cocconato e Celle
Ignazio Secondo Radicati di Cocconato e Celle (Novi Ligure, 1717 – Cella Monte, novembre 1779) è stato un nobile e matematico italiano.

## Biografia
Ignazio Secondo Radicati di Cocconato e Celle, nacque a Novi Ligure nel 1717, figlio di Girolamo Antonio (1665/1670-1720) e di sua moglie, Flavia Teresa Sannazaro di Giarole. Suo padre, nobile originario di Casale Monferrato, era stato militare al servizio di Luigi XIV di Francia e nel 1699 era stato nominato governatore di Moncalvo per conto del duca Ferdinando Carlo Gonzaga, seguendo questi anche all'indomani dell'invasione sabauda del Monferrato. L'aspra lotta di Girolamo contro Vittorio Amedeo II di Savoia che de facto annetté il Monferrato allo stato sabaudo, gli valse la confisca di tutti i beni e l'esilio. 
Quando Girolamo ottenne il perdono regio e la possibilità di tornare a Casale Monferrato nel 1720, morì poco dopo lasciando il giovane Ignazio e la moglie in gravi condizioni finanziarie. Dopo tre anni dalla sua nascita, il piccolo Ignazio venne battezzato nel duomo di Casale Monferrato dal vescovo Pietro Secondo Radicati di Cocconato e Celle, suo zio; suoi padrini furono la regina di Sardegna, Anna d'Orléans, e suo figlio Carlo Emanuele, all'epoca ancora principe di Piemonte come segno di riconciliazione, rappresentati in loco dal marchese Gerolamo Falletti di Barolo (1669-1735) e la sorella di questi, Paola Cristina Falletti (m. 1732), dama d’onore della regina.
Il giovane Ignazio venne inviato dalla madre a studiare presso il Collegio dei nobili di Torino, entrando a far parte dell'Accademia degli Uniti dove, al compimento del diciottesimo anno, venne nominato "principe" nel 1735. Nel 1745 partì col conte Giovanni Michele Vico alla volta di Venezia, ospitato presso suo zio paterno Umberto, gesuita, il quale lo salvò anche dalla giustizia lagunare quando in quello stesso anno un suo servo uccise il marchese Giuseppe Grillo di Mondragone, di origini alessandrine.
Nel 1749 tornò certamente a Casale Monferrato dove si dedicò per qualche tempo all'ampliamento della sua biblioteca personale, confrontandosi anche col filosofo Paolo Frisi che in quegli stessi anni insegnava proprio a Casale, col quale coltivò una duratura amicizia che gli consentì tra gli altri di entrare in contatto anche con Pietro Verri a Milano. Lo stesso Verri definì il Radicati: "uomo di sublime ingegno, profondo matematico, colto letterato, di cui non si valutavano nella città [Casale] che i difetti della vivace sua indole". Tra la fine del 1757 e l'inizio del 1758 si portò a Firenze.
Nel 1765 si portò in Francia dove conobbe Jérôme Lalande. Carlo Emanuele III di Savoia, che ne apprezzava le doti, lo volle riformatore degli studi di Casale Monferrato, in particolare per i suoi legami con gli ambienti de Il Caffè. Interessato alla matematica, nel 1776 diede alle stampe a Milano un trattato d'algebra dal titolo Mémoires analitiques. Rinunciò alle sue cariche nel 1778, ormai vecchio e malato, decidendo di ritirarsi al castello di Celle dove morì nel novembre del 1779. La sua salma venne poi sepolta presso la chiesa di San Domenico di Casale Monferrato.

## Matrimonio e figli
Nel 1762, sposò la nobile genovese Marianna Violante da Passano, dalla quale nacquero tre figli, di cui però solo Teresa Cristina (1763/1764-1807) sopravvisse all'infanzia, sposando in seguito il marchese di Garessio, Carlo Emanuele San Martino d'Agliè. 